# Association nationale des sociétés nippo-américaines
L'Association nationale des sociétés nippo-américaines (National Association of Japan-America Sociétés, Inc.) est une organisation privée à but non lucratif, dont le siège est situé à Washington. Elle offre au public des programmes dans les domaines éducatifs, culturels et celui des affaires concernant le Japon et les relations entre les États-Unis et le Japon. L'Association nationale des sociétés nippo-américaines est le seul réseau national sans but lucratif aux États-Unis consacré à l'éducation du public au sujet du Japon. Ce réseau se compose d'environ 40 organisations indépendantes situées dans 32 villes à travers le pays. Ses membres sont issus du monde académique, de la politique et des affaires offrant une variété de points de vue sur les relations nippo-américaines,.

## Histoire
En 1960, est célébré le centenaire du premier traité de commerce et d'amitié entre le Japon et les États-Unis. Neuf sociétés japonaises et américaines rejoignent un comité présidé par John Davison Rockefeller III formé pour l'occasion.
En 1968 est célébré, conjointement par les représentants de sept sociétés des deux pays, le centenaire de l'avènement de l'ère Meiji et en 1977, une réunion plus formelle a eu lieu à Washington menant à la décision pour ces sociétés de se réunir tous les deux ans. 
Deux ans plus tard, l'Association a officiellement vu le titre de son premier président, U.Alexis Johnson., ancien ambassadeur. Elle a été incorporée dans l'État de New York, et jusqu'en 1999, son siège se trouvait dans la métropole américaine.
La première conférence annuelle de l'association eut lieu à Chicago en 1981.
En octobre 1990, l'organisation prit officiellement le nom de National Association of Japan-America Societies.
En octobre 1999, alors qu'elle célébrait son vingtième anniversaire, l'Association déménagea son siège à Washington.
En 2001, elle inaugura son symposium annuel sur l'état des relations américano-japonaises tenu à Washington.
De 2003 à 2004, l'organisation a servi de Secrétariat pour le 150e anniversaire des relations américano-japonaises qui débuta avec l'arrivée du commodore Matthew Perry au Japon en 1853.